# 榎本就宣
榎本 就宣（えのもと なりのぶ）は、江戸時代の武士。毛利氏の家臣で、長州藩士。父は毛利氏の重臣である榎本元吉。

## 生涯
慶長13年（1608年）、毛利氏の重臣である榎本元吉の三男として生まれ、毛利秀就、綱広、吉就の三代に仕えた。
元和3年（1617年）8月2日、飯田元貞の給地115石を譲られる。また、元和4年（1618年）閏3月7日には父の知行2001石の内の300石を譲られた。元和6年（1620年）9月5日には先述の合計415石を知行することを改めて輝元と秀就から認められたが、父・元吉は自身が当役となる厚恩を受けた上に、三男である就宣までがこのような厚遇を受けるのは恐ろしく思うとして、飯田元貞の旧領115石は輝元と秀就に預けた。しかし、115石を預けても役儀等を欠くことは無かったため、そのまま返上することとした。
寛永8年（1631年）4月1日に「忠兵衛尉」、寛永9年（1632年）1月11日には「九郎兵衛尉」へと秀就より任じられる。
元禄6年（1693年）8月21日に死去。享年86。子の就正が後を継いだ。